# Bánffyhunyad
Bánffyhunyad (románul Huedin, a mócok nyelvjárásában Hogyínu, németül Heynod, jiddisül הוניאד, cigányul Ohodino) város Romániában, Erdélyben, Kolozs megyében. Közigazgatásilag jelenleg a három kilométerre, északkeleti irányban fekvő Magyarbikal tartozik a helységhez. Bánffyhunyad egyike annak a tizennégy településnek, amelyek a megyében GMO-mentes régiót alakítottak. Vasútállomással rendelkező közúti csomópont. Kalotaszeg történelmi központja.

## Fekvése
Kolozsvártól 48 km-re nyugat-északnyugatra, Nagyváradtól 100 km-re kelet-délkeletre, a tengerszint felett 556 méter magasságon, a Bánffyhunyadi-fennsíkon, a Sebes-Körös és a Damos-patak találkozásánál, a Vigyázó-hegység (avagy Vlegyásza-hegység), illetőleg Kalota-havas, 1836 méter) szomszédságában fekszik. Bánffyhunyadot a Kópa, Mereszló, Hosszúbükk, Vaskapu, Szinegető, Csere-oldal és Nagyoldal elnevezésű szőlőtermesztő hegyek és gyümölcsösök övezik. A várost környező helységek (Felszeg és Alszeg) : Körösfő, Sárvásár, Nyárszó, Kalotaszentkirály-Zentelke, Magyarvalkó, Magyargyerőmonostor, Magyarbikal, Kalotadámos(Damos), Jákótelke, Magyarókereke, Ketesd, Zsobok, Farnas, Sztána. Bánffyhunyad vonzáskörzetébe tartozó további helységek : Malomszeg, Marótlaka, Havasrogoz, Váralmás, Nagypetri, Kispetri, Jegenye, Egeres, Bogártelke, Mákófalva, Türe Nádasdaróc, Inaktelke.

## Nevének eredete
A helység (Bánffy-Hunyad) elnevezésének első tagja az 1435 előtt birtokba lépett, Losonczy Bánffy család birtokát jelzi. A név második része a régi magyar Honod személynévből származik.

## Története
Bánffyhunyad egykor Kolozs vármegye nyugati részének központja volt. Nevét 1332–1337 között a Pápai tizedjegyzék említette először Hunak néven. Györffy György kutatásai szerint egyháza már ekkor jelentősebb volt, mivel a tizedjegyzékben 1332-ben Marc (~ Mark ~ Martinus) nevű plébánmosa mellett Stephanus nevű káplánja is említve volt. Papja 1332–1337 között évente 14 garas, káplánja 1332-ben 2 garas pápai tizedet fizetett (Gy 1: 626).
Nevének további változatai: 1377-ben v. Hunyad, 1391-ben Hwnyad, 1437-ben oppidum Hwnyad, 1522-ben oppidum Banfy Hwnyadya ~
Banffyhwnyadya, 1640-ben Banffi Huniad, 1808-ban oppidum Hunyad (Bánfi-) h., Hunyad g., Hoegyin vel Hogyegyinu val, 1861-ben Bánffi-Hunyad (oppidum), Hogyen, 1888-ban Bánffy-Hunyad (Hogyinu), 1913-ban Bánffyhunyad.
Bánffyhunyad Sebesvár sorsában osztozott, mely vár szintén viselte a Hunyad vagy Hunyadvár nevet. Zsigmond király koráig királyi birtok volt, majd 1421-ben a Losonczi Bánffy család birtokába ment át: a király ekkor cserélte el a Losonczi Bánffyakkal Hunadot a Dunántúlon fekvő Kocs faluval.
1437-ben oppidum Hwnyad, vagyis már mint mezővárost említették. 1493-ban mintegy 140 felnőtt lakosát sorolták fel, 1493-ban pedig kb. 650 lakója volt. 1553-ban pedig ugyancsak mezővárosként volt említve. 1600-ban lakói megtámadták Mihály vajda darabontjait, emiatt a vajda felprédáltatta a várost. 1640-ben Banffi Huniad néven I. Rákóczi György birtoka volt.
A trianoni békeszerződés előtt Kolozs vármegye Bánffyhunyadi járásának székhelye volt.
1910-ben 5194 lakosából 4699 magyar, 28 német, 451 román volt. Ebből: 542 római katolikus, 2984 református, 1073 izraelita volt.

## Népessége
1910-ben 5194 lakosából 4699 magyar és 541 román anyanyelvű volt 2984 református és 1073 zsidó (20%) vallású személlyel.
1930-ban 5.401 lakosából 2.883 magyar (53,3%), 1.137 román (21,0%), 1.018 zsidó (18,8%), 328 roma (6,0%).
2002-ben a város és társközségének 9439 lakosából 5647 román, 3127 magyar (33,1%), 660 roma (7%) volt.
2011-ben a 9346 lakosból 5821 román, 2640 magyar, 476 roma és 3 német anyanyelvű. 406 fő nem nyilatkozott identitásáról.
A román közösség zöme ért vagy akár beszél is magyarul – nem utolsósorban a Magyar Televízió félévszázados és a helységben két évtizede még szinte egyöntetű nézettségének köszönhetően.
Mint Kalotaszeg falvainak többsége, a bánffyhunyadi magyar közösség túlnyomó részben Kálvin János és a Heidelbergi káté tanait követő, meggyőződéses református (a magyar nyelvű lakosság 95%-a, a magyar anyanyelvű roma lakosságot is ideértve). 3000 lelket számláló, történelmi egyházként Bánffyhunyad Kalotaszeg legerőteljesebb református egyházközsége. A román lakosság többsége görögkeleti, azaz ortodox vallású. Az egykori Zsidó Hitközség néhány évtizede restaurált temetőjét jelenleg megbízható temetőőrök vigyázzák föl. Újabban, többnyire román nyelvű neo-protestáns felekezetek is alakultak a helységben. A helységben mintegy száz lelket számláló, magyar nyelvű neo-protestáns egyházközösség is található. 2002-ben 162 római katolikust tartottak számon a helységben a hivatalos statisztikai adatok szerint.

## Látnivalói

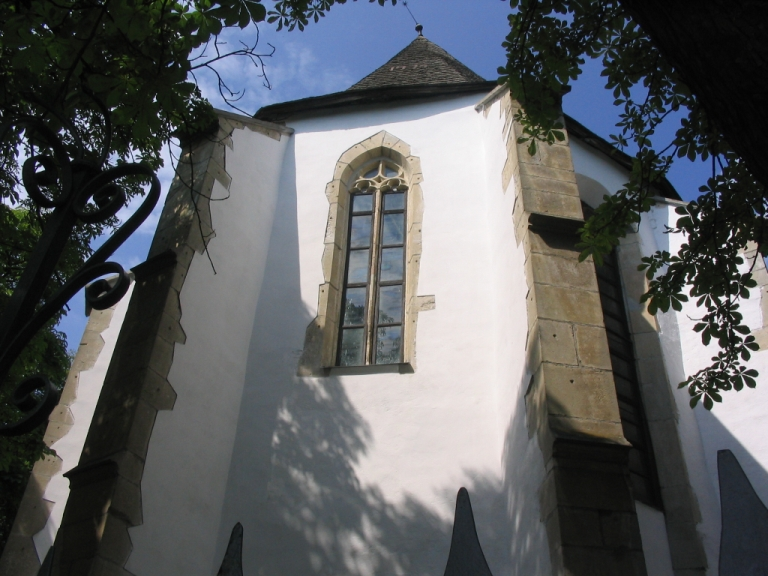
A bánffyhunyadi református templom

- A Főtéren emelkedik a 13. századból származó, impozáns méretű, gótikus stílusú  református templom.[11] Tornya a 15. században épült. Festett kazettás mennyezete részben a 16. századi segesvári Felvinci mester, részben pedig a 18. században tevékenykedő Umling Lőrinc[12] munkája.[13]
- A református templomkertben fölavatott s a magyar Szent Koronát mintázó millenniumi emlékmű
- A bánffyhunyadi Magyar Hősök 2003-ban megalkotott emlékköve a református templomkertben[14]
- A református templom szomszédságában levő téren található a Petőfi-emlékmű[15]
- A római katolikus templomot[16] 1848-ban építették neogótikus stílusban. Belsejét falfestmények és szobrok díszítik.
- Két görögkeleti (ortodox) temploma közül az egyik 1910-ben, a másik 1931 és 1934 között épült. Belső falaikat ikonok díszítik.[17][18]
- A Főtéren található Avram Iancu-szobor, Horea-mellszobor és az útkereszteződéseknél valamely jelentős esemény emlékére fölállított, faragott fakereszt (románul troiță)
- A Octavian Goga Elméleti Líceum épülete előtt emelt Octavian Goga-szobor
- A Görögkeleti (Ortodox) Esperesség épülete előtt található, monumentális Aurel Munteanu-szobor
- Nicula Gheorghe mártír, post mortem alhadnagy mellszobra
- Gyarmathy Zsigáné Hory Etelka írónő emlékháza a Győzelem téren
- A Ravasz László-emlékház (Avram Iancu utca 56 sz.)
- A Barcsay-kastély[19] (Avram Iancu utca 41 sz.) a 18. században épült. Jelenleg román nyelvű kisegítő iskolának helyet adó műemlék.[20] A kastély területén tekinthető meg az az emelvény, amelyről I. Ferenc József végignézte az 1895-ös nagy őszi hadgyakorlat seregszemléjét.
- Az Octavian Goga Elméleti Líceum udvarában kiállított római temetkezési oltár értékes régészeti lelet. Az ókori Resculumban (Sebesvár) állomásozó római légió egyik tisztjének az elhalálozási emlékműve. A leletet Albrecht Dezső hozatta a helységbe.

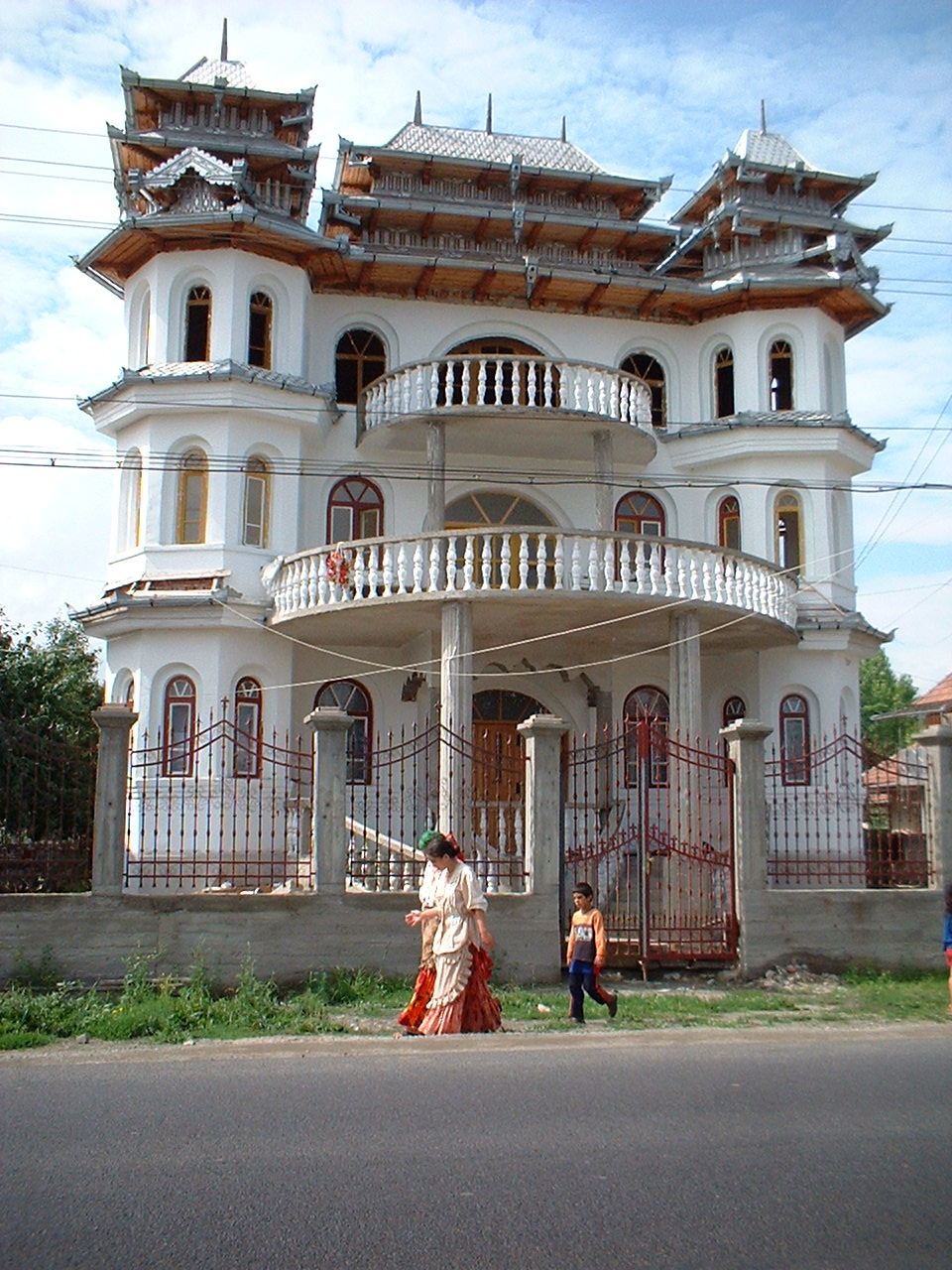
A bánffyhunyadi romák cifra palotáinak egyike

- A Zsidó Hitközség Temetője (Varga Katalin utca). A Zsidó Hitközség 1868-ban épült zsinagógáját[21] (Stadion utca) az 1970-es években lebontották.
- A helység református, ortodox, katolikus és neo-protestáns temetője (Varga Katalin utca)
- A közkórház 1904 és 1912 között Pákey Lajos tervei alapján épült része
- A központi posta[22] épülete, 19. század
- Az Erzsébet királyné tiszteletére 1904. október 9-én fölavatott, E-alakban épült Elemi Iskola (Horea út).
- Az 1904-ben épült Zöld Fához címzett fogadó, a vasútállomás mellett
- A 2007-ben épült görögkatolikus templom[23]
- A bánffyhunyadi romák 1989 után épült "cifra palotái"[24][25]

A környék üdülő- és kirándulóhelyei:
- Ic Ponor-Padiș üdülőfalu
- Jósikafalva
- Havasrekettye, Emil Boc, Románia miniszterelnökének a szülőfaluja.
- A Drăgan völgye, a Dragán-tó
- Havasnagyfalu

## Képgaléria
- Képgaléria Bánffyhunyadról a www.erdely-szep.hu

## Művelődéstörténete és kulturális élete
Bánffyhunyad hagyományosan fontos szerepet játszik Kalotaszeg, ezen túlmenően az erdélyi magyarság művelődéstörténetében.
A település közművelődésének múltjában olyan kiemelkedő személyiségek alakították a népi hagyományok továbbélésének, a különböző művészeti ágak virágzásának kedvező légkört, mint Gyarmathy Zsigáné született Hory Etelka (1843–1910) író, a kalotaszegi népi hagyományok gyűjtője; Kós Károly (1883–1977) építész, grafikus, író, politikus, szerkesztő, könyvkiadó, tanár, a Kalotaszegi Köztársaság első megálmodója és elnöke; Morvay Pál (1914–1990) református lelkész, tanár, néprajzkutató; Vasas Samu (1927–1997) néprajzkutató, népművelő; Fekete Károly (1928) tanár.
A városban működő magyar művelődési egyesületek közé tartozik a Kós Károly Kulturális Egyesület, a Pro Kalotaszeg Kulturális Egyesület, a Bánffyhunyadi Magyar Diákszervezet, valamint az Erdélyi Magyar Ifjak, illetve a Hatvannégy Vármegye Ifjúsági Mozgalom bánffyhunyadi szervezete. Nagy múltra tekint vissza a város közművelődési lapja, az 1890–1891-ben megjelent, majd 1912-ben és 1993-ban rövid időre újraindított Kalotaszeg című folyóirat.

### Néphagyományok
Kalotaszeg adminisztratív és kulturális központjaként Bánffyhunyad és a település értelmiségi rétege a 19. századtól sokat tett a környező vidék néprajzi hagyományainak megőrzéséért. Ebben a munkában Gyarmathy Zsigáné végzett jelentős munkát, aki néprajzi gyűjtései és publikációi mellett a 19. század utolsó évtizedeiben számos néprajzkutatót, népzenegyűjtőt hívott meg otthonába. Így járt az 1900 körüli években Bánffyhunyadon Vikár Béla és gyűjtött fonográffal népdalokat a helyi nótafától, Tamás Katától, akit több ízben budapesti fellépésekre is meghívott. Bartók Béla 1910-ben tizenhárom népdalt gyűjtött Bánffyhunyadon. Jelentősek a vidék népzenei és néptánchagyományai.
A hagyományos kalotaszegi, azon belül a bánffyhunyadi női népviselet legjellemzőbb darabjai a gyakran gyapjúfonallal hímzett vagy gyönggyel díszített bőrmelles, valamint a kétoldalt a korcba dugott, derékban darázsolt lepelszoknya, a muszuj vagy bagazia. A csupán a leányok által viselhető Párta úgynevezett tornyainak a számától függően a párták átlagosan négy-öt kilogramm súlyúak, de elérhetik az ennél tekintélyesebb súlyt is. A Nádas mente nehéz, cifra pártáitól eltérően a bánffyhunyadi párta viszonylag könnyű és általában négy tornya van. A bánffyhunyadi népviselet elkészítéséhez szükséges anyagokat és gyöngyöket az utóbbi fél évszázadban Csehországból és Szlovákiából szerzik be a ruhák készítői. A népi díszítőművészet jellemző megnyilvánulási formája a kalotaszegi varrottas és a fafaragás. A jeles bánffyhunyadi fafaragók közé tartozik Kudor „Bandó” Ferenc, Kudor „Bandó” István, Pálffy Attila és Vincze „Jancsi” Ferenc, a népi hímzés napjainkban is dolgozó bánffyhunyadi mestere Kudor Mária.
Napjaink jelentős hagyományőrző eseményei közé tartozik a május első szombatján megrendezett Riszeg-tetői találkozó. A Riszeg-tetőn honos törpecserje, a henye boroszlán vagy helyi nevén riszegvirág (Daphne cneorum) egyébként a vidék növénytani jelképe. A közeli Kalotaszentkirályon rendezik meg évről évre a kalotaszentkirályi nemzetközi tánctábort és Szent István-napi néptáncfesztivált.

### Gasztronómia

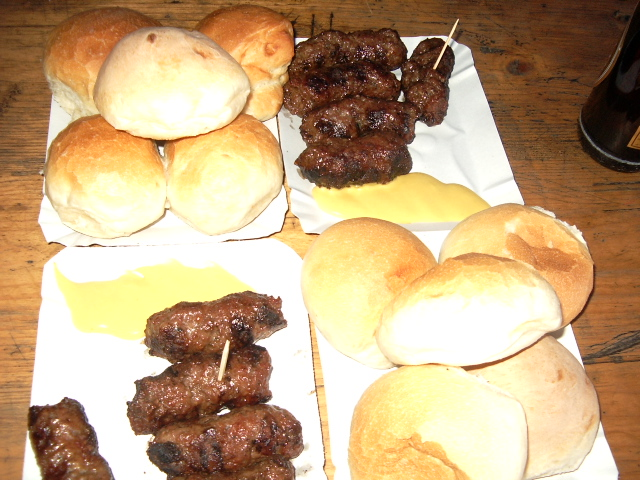
Miccs

### A település szülöttei

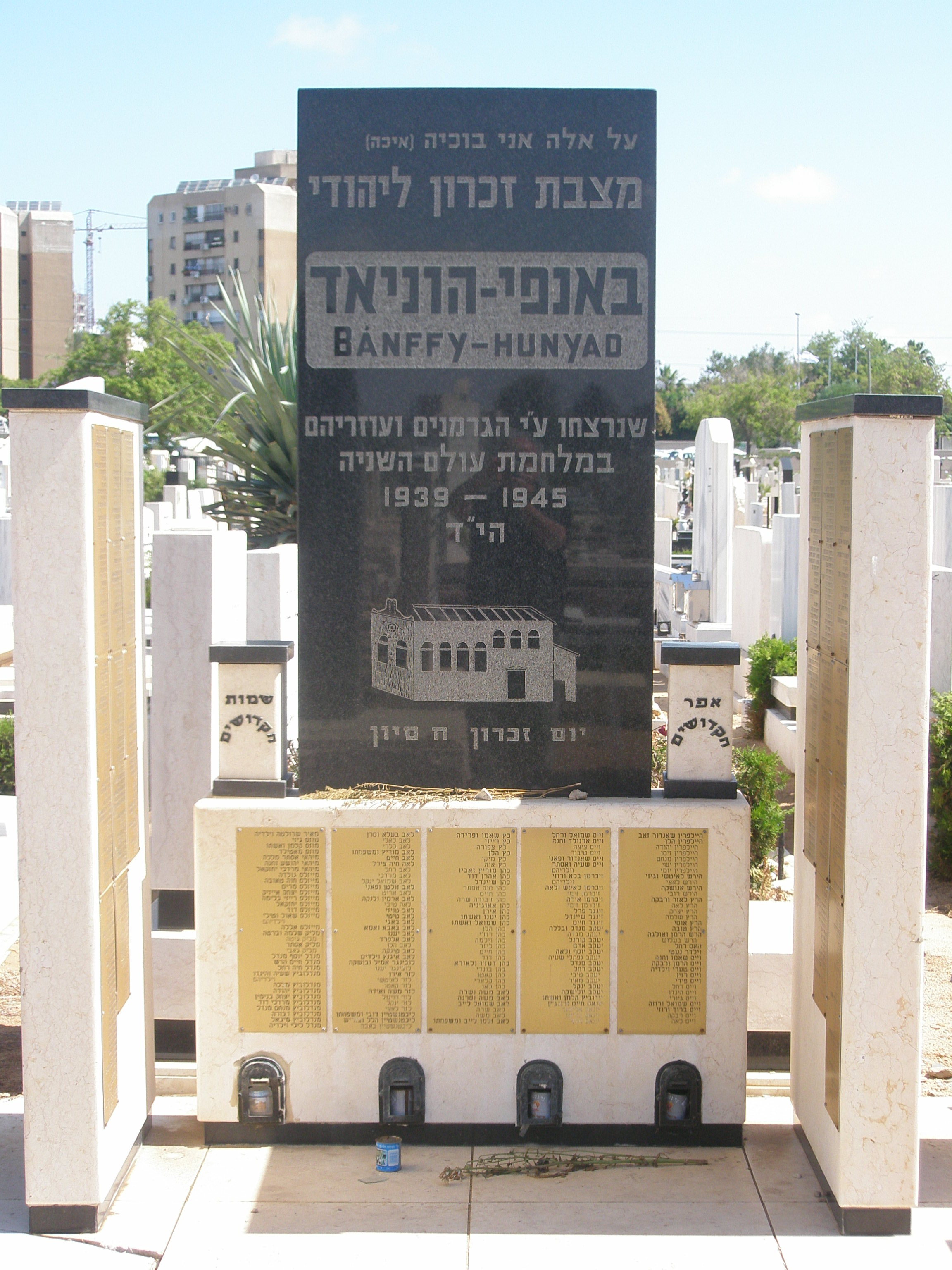
A bánffyhunyadi zsidó mártírok holokauszt-emlékköve az izraeli Holon temetőjében, Tel-Aviv külvárosában